# Ґреґорі (округ, Південна Дакота)
Шаблон:StateAbbr_ 43°12′ пн. ш. 99°11′ зх. д. / 43.2° пн. ш. 99.18° зх. д.
Округ  Ґреґорі (англ. Gregory County) — округ (графство) у штаті  Південна Дакота, США. Ідентифікатор округу 46053.

## Історія
Округ утворений 1862 року.

## Демографія
За даними перепису 2000 року загальне населення округу становило 4792 осіб, усе сільське. Серед мешканців округу чоловіків було 2328, а жінок — 2464. В окрузі було 2022 домогосподарства, 1290 родин, які мешкали в 2405 будинках. Середній розмір родини становив 2,98.
Віковий розподіл населення поданий у таблиці:
| Стать    | До 15 років | 15-21 | 22-29 | 30-39 | 40-49 | 50-65 | 65-85 | Понад 85 |
| -------- | ----------- | ----- | ----- | ----- | ----- | ----- | ----- | -------- |
| Чоловіки | 461         | 220   | 138   | 258   | 365   | 390   | 433   | 63       |
| Жінки    | 442         | 196   | 131   | 246   | 354   | 402   | 517   | 176      |

## Суміжні округи
- Лайман — північ
- Чарлз-Мікс — схід
- Бойд, Небраска — південь
- Кі-Пего, Небраска — південний захід
- Тріпп — захід

## Виноски
1. ↑  US Decennial Census. US Census Bureau. Архів оригіналу за 26 квітня 2015. Процитовано 26 березня 2015.
2. ↑  Historical Census Browser. University of Virginia Library. Архів оригіналу за 11 серпня 2012. Процитовано 26 березня 2015.
3. ↑  Forstall, Richard L., ред. (27 березня 1995). Population of Counties by Decennial Census: 1900 to 1990. US Census Bureau. Архів оригіналу за 28 грудня 2008. Процитовано 26 березня 2015.
4. ↑  Census 2000 PHC-T-4. Ranking Tables for Counties: 1990 and 2000 (PDF). US Census Bureau. 2 квітня 2001. Архів оригіналу (PDF) за 18 грудня 2014. Процитовано 26 березня 2015.
5. ↑  State & County QuickFacts. Бюро перепису населення США. Архів оригіналу за 7 червня 2011. Процитовано 25 листопада 2013. [Архівовано 2011-10-18 у Wayback Machine.](англ.) Наведено за англійською вікіпедією.
6. ↑  American FactFinder. Бюро перепису населення США. Архів оригіналу за 26 лютого 2012. Процитовано 31 січня 2008. [Архівовано 2008-05-21 у Wayback Machine.]

| США | Це незавершена стаття з географії США. Ви можете допомогти проєкту, виправивши або дописавши її. |